# Compsomera
Compsomera is een kevergeslacht uit de familie van de boktorren (Cerambycidae). De wetenschappelijke naam van het geslacht werd voor het eerst geldig gepubliceerd in 1853 door White.

## Soorten
Compsomera omvat de volgende soorten:
- Compsomera elegantissima White, 1853
- Compsomera fenestrata Gerstaecker, 1871
- Compsomera nigricollis Gahan, 1890
- Compsomera speciosissima Gerstaecker, 1855